# 影像編輯

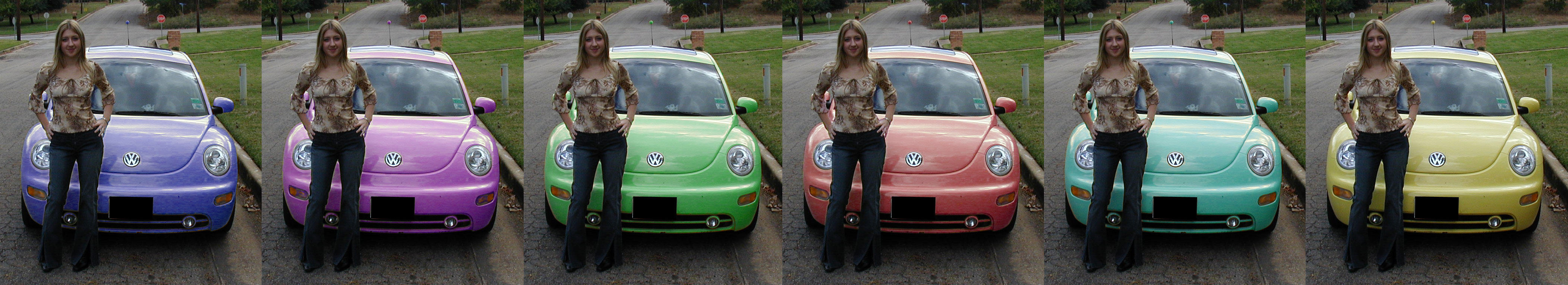

图像编辑是指改变图像的过程，图像包括数码照片，传统的模拟照片和插图。对模拟图像的编辑通常也称为照片修饰，使用工具为喷枪等。数码照片的编辑采用图形处理软件，可大致分为矢量图形编辑器（vector graphics editors）、光栅图形编辑器（Raster graphics editor）和三维计算机图形软件。